# 霍利奧克 (科羅拉多州)
42°12′15″N 72°37′00″W / 42.20417°N 72.61667°W
霍利奧克（Holyoke, Colorado）是美國科羅拉多州菲利普斯縣的一個城市，也是該縣的縣治，位於該州的東北部。面積4.5平方公里。根據美國2000年人口普查，人口2,267人。 
1888年5月31日建市。